# کریستیانا گیرلی
کریستیانا گیرلی (انگلیسی: Cristiana Girelli؛ زادهٔ ۲۳ آوریل ۱۹۹۰) بازیکن فوتبال اهل ایتالیا است.
از باشگاه‌هایی که در آن بازی کرده‌است می‌توان به باشگاه فوتبال زنان یوونتوس اشاره کرد.
وی همچنین در تیم ملی فوتبال زنان ایتالیا بازی کرده‌است.